# خبل (طائر)
الخَبَل أو البومة السمراء هو طائر يتبع جنس البوم ضمن رتبة البوميات، هذا الطائر الليلي الجارح يوجد على نطاق واسع في أوربّة وآسية وشمال إفريقيا.

## الوصف
جثته متوسطة الحجم، طوله نحة ٤٠ سم. رأسه غليط الشكل، محسره كروي القرص. منسره قصير القد منعقف الطرف أسمر اللون. سقطاه منفرجة مستطيلة تكاد تشرف على الذنب. ذنبه قصير الإفنيك مستديره. أرساغه صغيرة قوية كاسية ومخالبه كذلك.

## الموئل
موطنه جميع البلاد المعتدلة الحرارة. يألف الغابات والأحراج. يبتعد عن الأماكن الآهلة.

## السلوك
هو كثير الزقاء لا ينقطع عنه من الغسق إلى الفجر.

## التكاثر
يُدَثِّن عشه في صدوع الأشجار القديمة الباسقة وفي أوكن غيره من الطير. إنثاه تبيض نحو ٤ بيضات مستطيلة خشنة عاجية اللون تحضنها وحدها نحو أربعة أسابيع.

## الغذاء
يلتمس قوته في الليل ولا يعف عن شيء يستطيع اقتناصه من الحشرات إلى الحية.

## معرض الصور

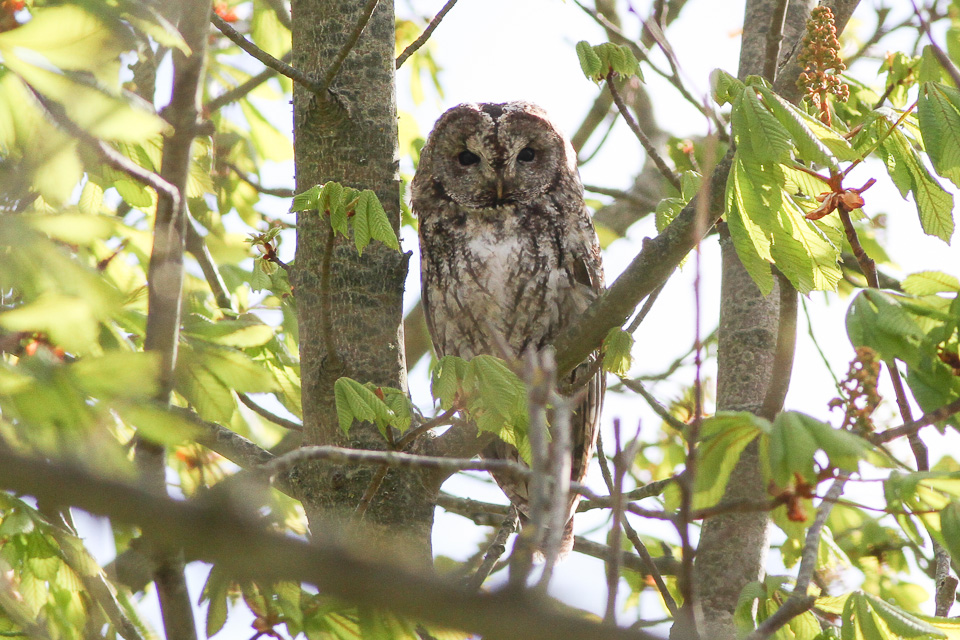
إنكلترا
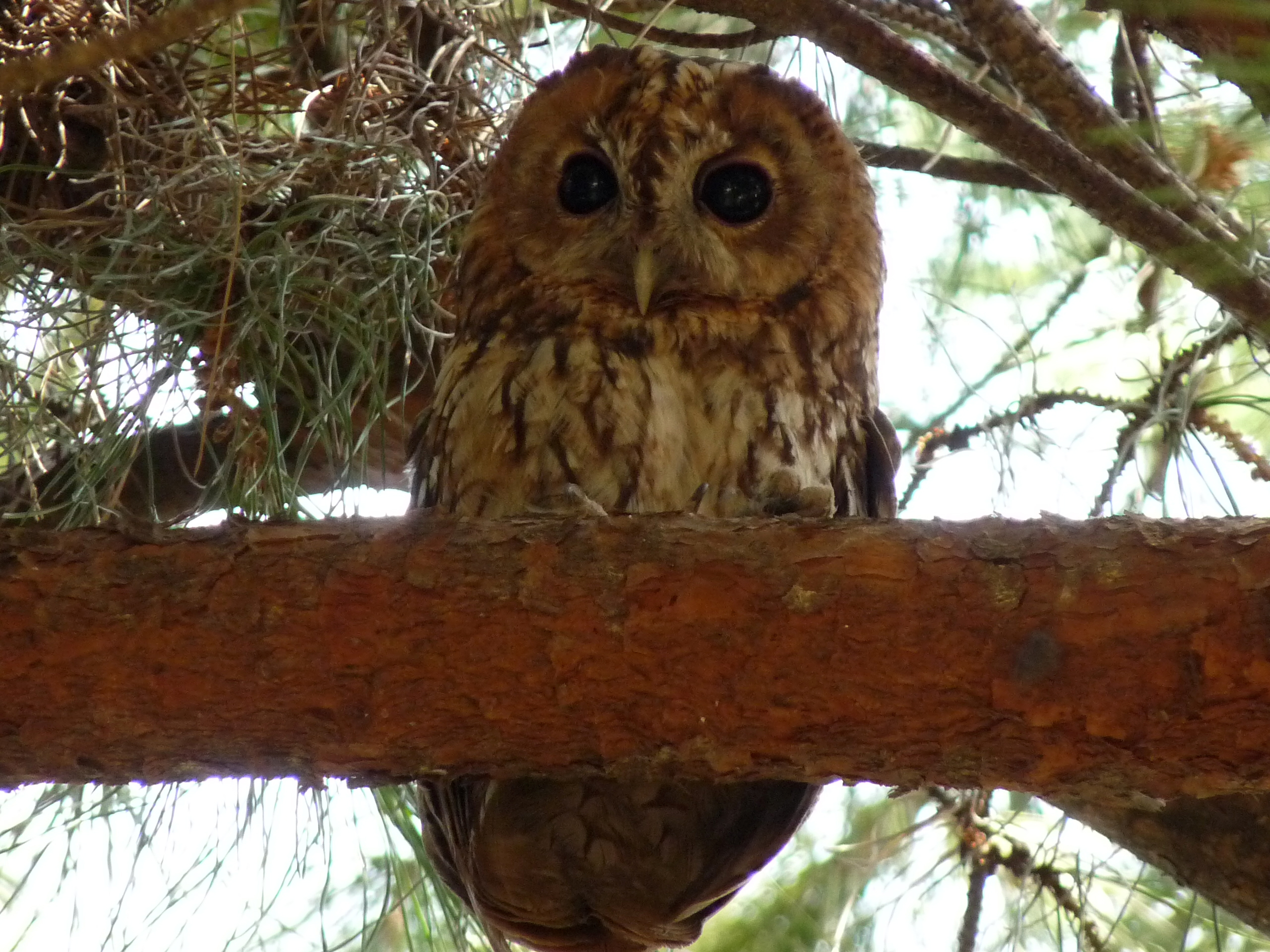
تركيا
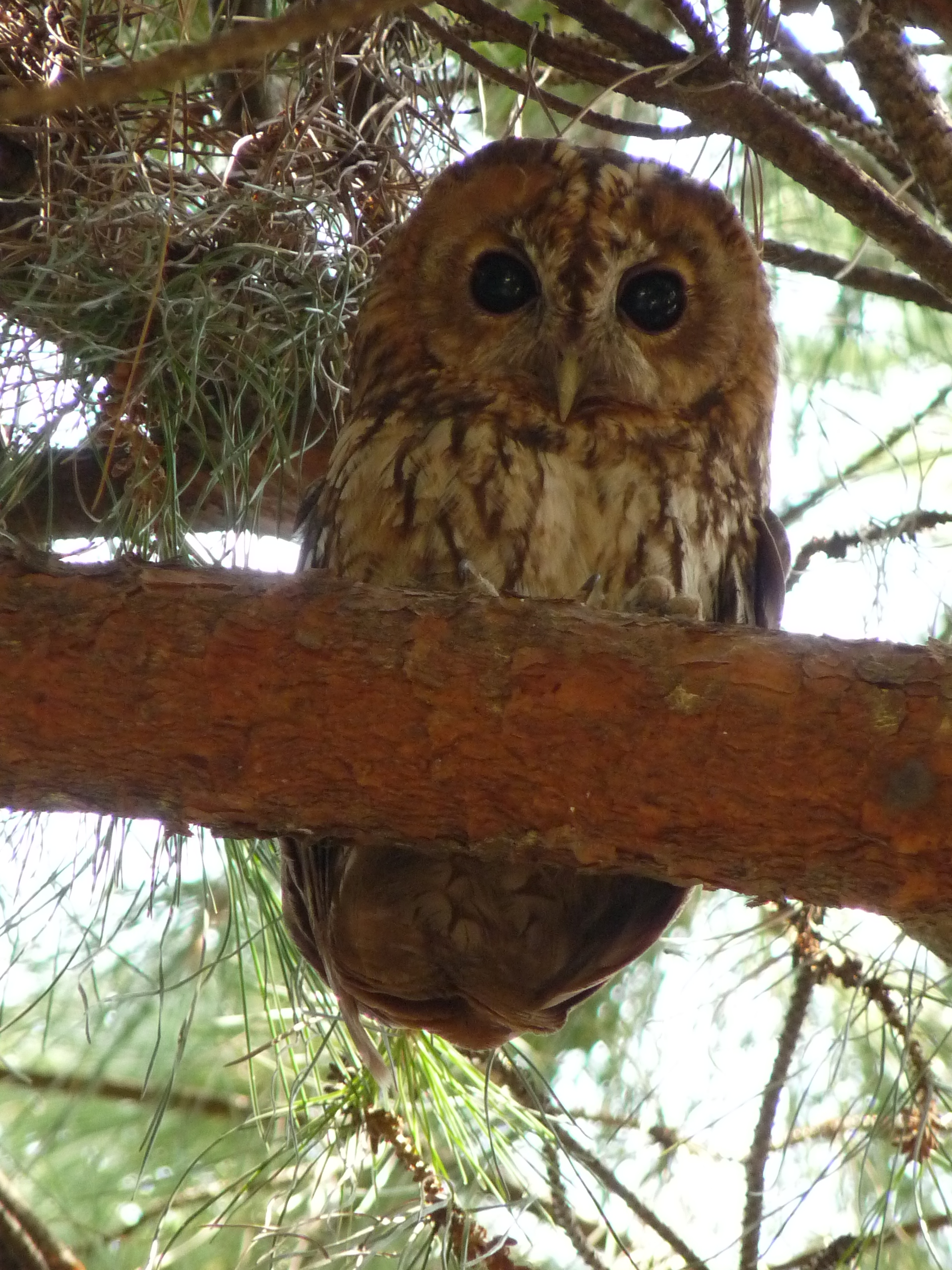
تركيا
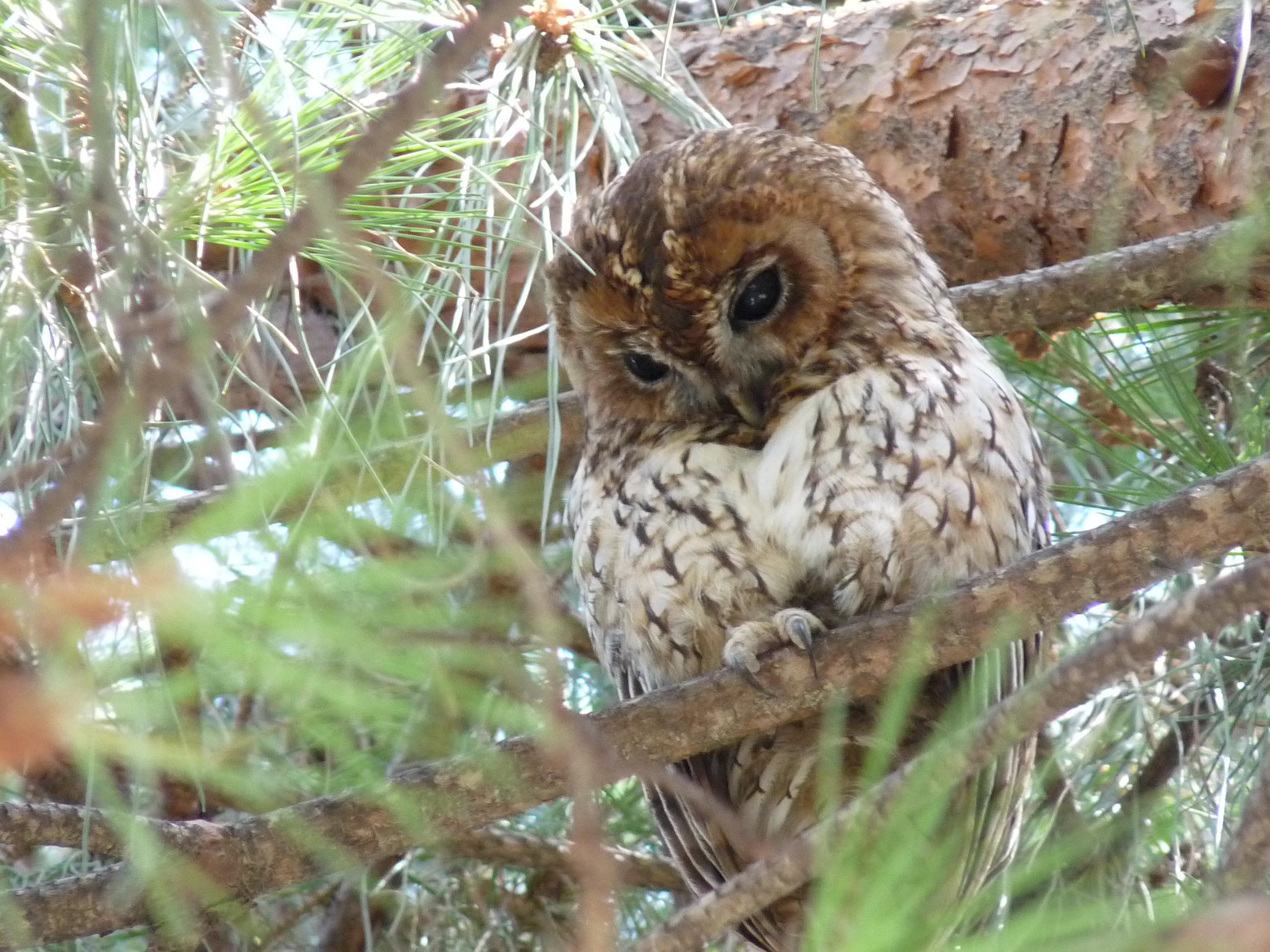
تركيا
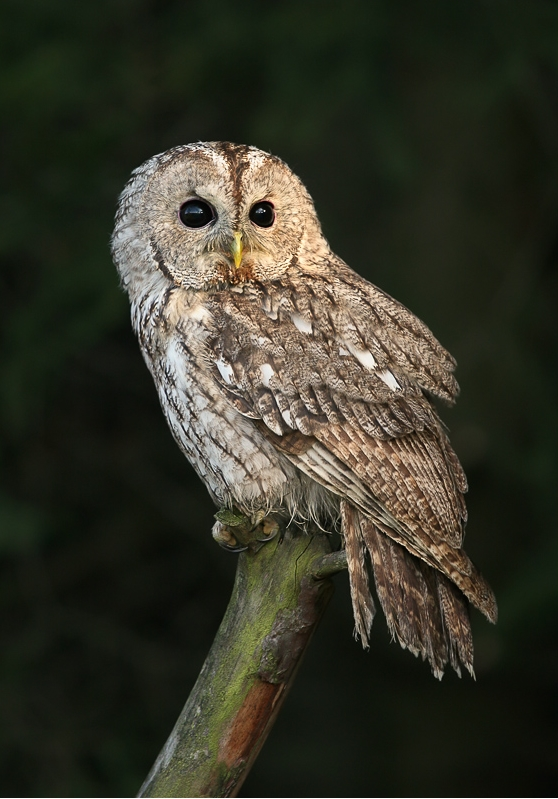
التشيك
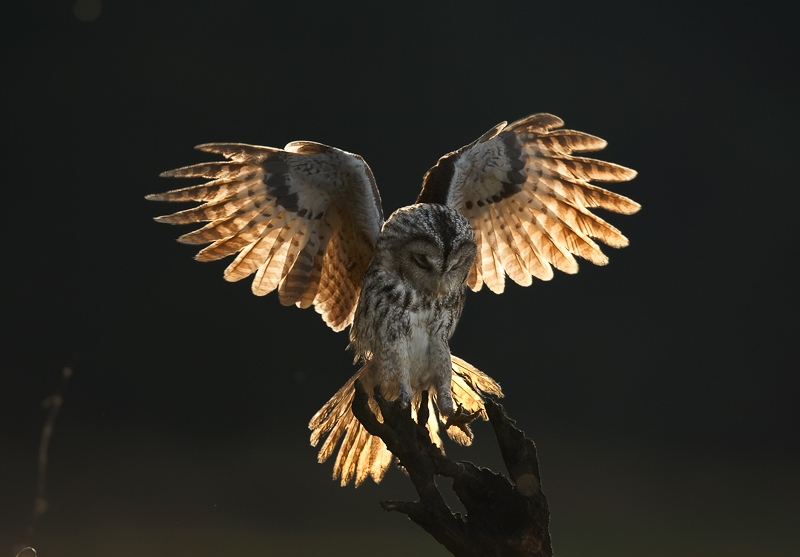
التشيك
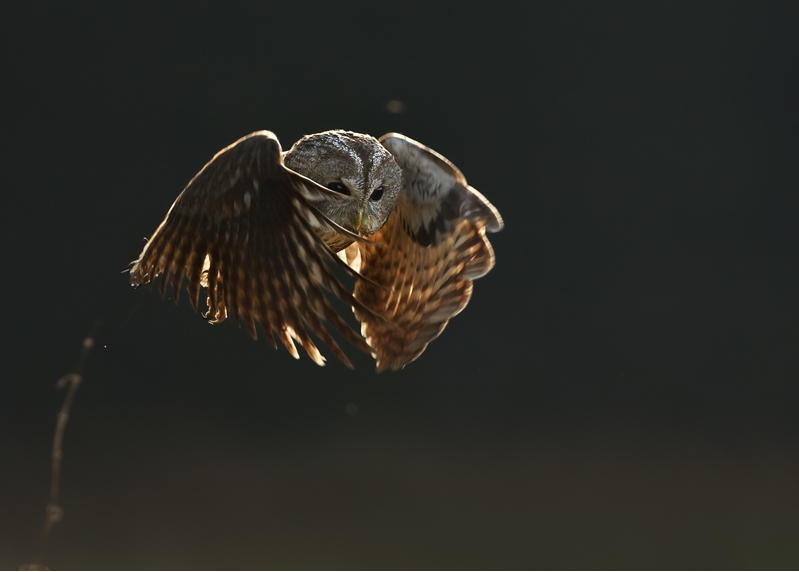
التشيك
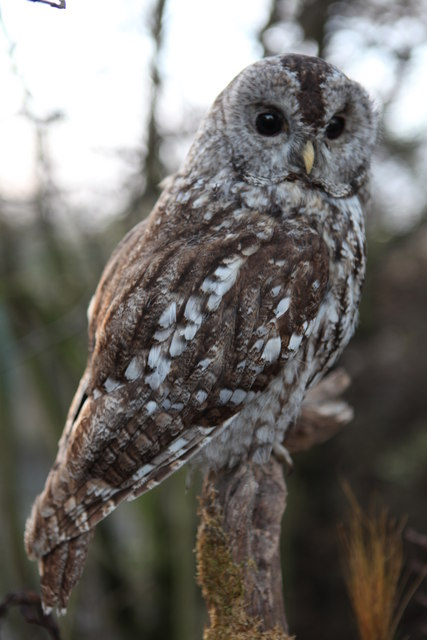
إسكتلندة
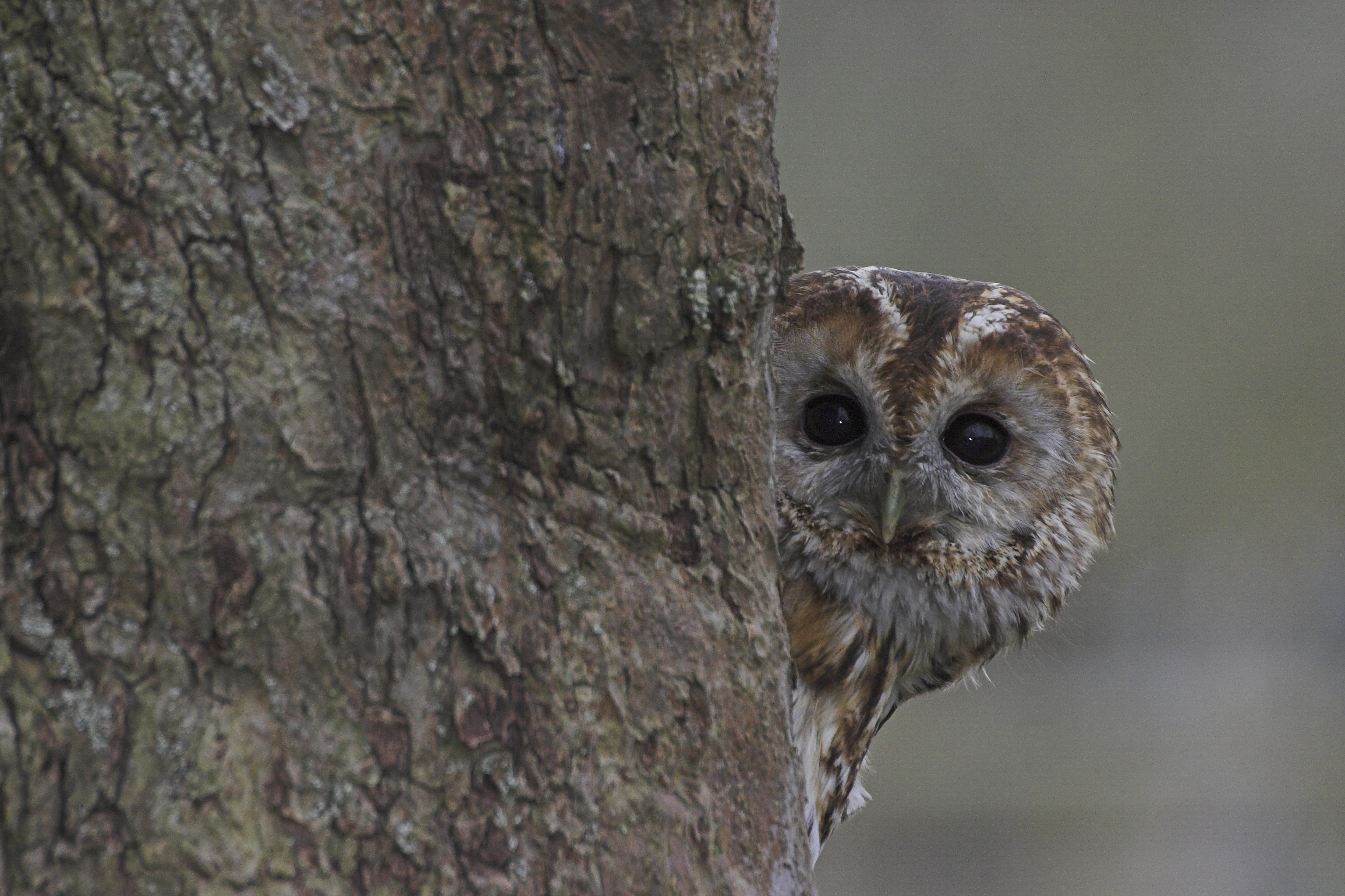
إنكلترا
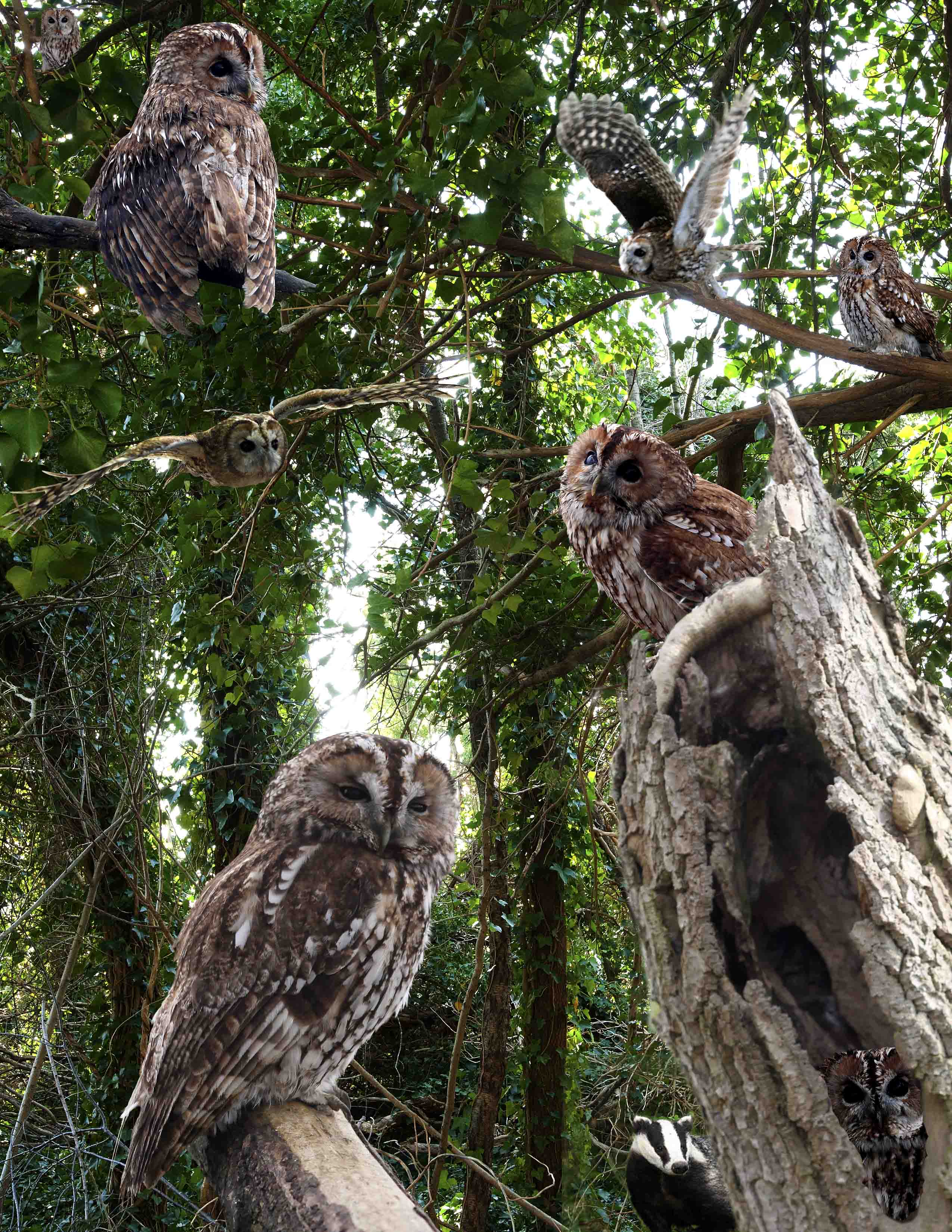
إرلندة